# NGC 5894
NGC 5894 је спирална галаксија у сазвежђу Змај која се налази на NGC листи објеката дубоког неба.
Деклинација објекта је + 59° 48' 31" а ректасцензија 15h 11m 40,9s. Привидна величина (магнитуда) објекта NGC 5894 износи 12,7 а фотографска магнитуда 13,3. Налази се на удаљености од 43,191 милиона парсека од Сунца. NGC 5894 је још познат и под ознакама UGC 9768, MCG 10-22-4, CGCG 297-6, IRAS 15105+5959, PGC 54234.